# مقاطعة بركينس (نبراسكا)
مقاطعة بركينس (بالإنجليزية: Perkins County)‏ هي إحدى مقاطعات ولاية نبراسكا في الولايات المتحدة الأمريكية.